# Szenthe Pál
Szenthe Pál, Szente (Nagyharsány, 1749. március 28. (keresztelés) – Karancs, 1821. szeptember 18.) református lelkész.

## Élete
A kis-kecskeméti Zenthe család sarja, apja Szente Máté. Hat évig Nagykőrösön tanult, innen a debreceni főiskolába ment, ahol 1768. április 28-án lépett a felső osztályba, tíz évet töltött ott, viselvén syntaxis praeceptorságot. Ennek végeztével 1778-ban Hajdúszoboszlón lett rektor. 1782-ben az Utrechti Egyetemen tanult, ahonnan augusztusban Heidelbergbe ment. Magyarországra visszatérve Daróczon lett pap; itt szolgált hat évig, de betegeskedése miatt a daróciak nem állhatták, ezért Mohácsra távozott, ahol hat évig működött. Itt is sok kellemetlenség érte, ezért 1805-ben Karancsra költözött, ahol 1815-ig folytatta hivatalát. Ekkor megvakult és káplánok szolgáltak helyette haláláig.

## Munkája
Leghíresebb, Magyar oskola című műve három részből áll: 
I.   Magyar grammatika ("azt adja elő, mi a periodus, a kerekmondás") 
II.  Magyar oratoria. ("mik ékesítik meg a kerekmondást") 
III. Magyar poésis ("a módokat számlálja elő, melyek szerint el szokták rendezni a gondolatokat"). 
Ezeket követi: A megholt és élő nyelvek lajstroma, a tudományoknak a négy fő tehetségek való tükörével. 
A címlapon a következő áll: "A nemzet javára, született nyelvének előmozdítására, leendő kipallérozására készítette". 
Pest, 1792.
Kéziratban: A mohácsi ref. ekklésiának historiája…